# Guldbollen
El Guldbollen (castellano: Balón de oro) es un premio concedido al mejor jugador de fútbol nacido en Suecia y que juegue en cualquier liga del mundo. El detentor del premio es Dejan Kulusevski. Zlatan Ibrahimović es el único jugador en la historia que lo ha ganado más de dos veces seguidas (en total ha ganado doce).

## Palmarés
| Año  | Jugador                 | Club                                    |
| ---- | ----------------------- | --------------------------------------- |
| 1946 | Gunnar Gren             | IFK Göteborg                            |
| 1947 | Gunnar Nordahl          | IFK Norrköping                          |
| 1948 | Bertil Nordahl          | Degerfors                               |
| 1949 | Knut Nordahl            | IFK Norrköping                          |
| 1950 | Erik Nilsson            | Malmö FF                                |
| 1951 | Olle Åhlund             | Degerfors                               |
| 1952 | Kalle Svensson          | Helsingborg                             |
| 1953 | Bengt Gustavsson        | IFK Norrköping                          |
| 1954 | Sven-Ove Svensson       | Helsingborg                             |
| 1955 | Gösta Löfgren           | Motala AIF                              |
| 1956 | Gösta Sandberg          | Djurgården                              |
| 1957 | Åke 'Bajdoff' Johansson | IFK Norrköping                          |
| 1958 | Orvar Bergmark          | Örebro                                  |
| 1959 | Agne Simonsson          | Örgryte                                 |
| 1960 | Torbjörn Jonsson        | IFK Norrköping                          |
| 1961 | Bengt Nyholm            | IFK Norrköping                          |
| 1962 | Prawitz Öberg           | Malmö FF                                |
| 1963 | Harry Bild              | IFK Norrköping                          |
| 1964 | Hans Mild               | Djurgården                              |
| 1965 | Bo Larsson              | Malmö FF                                |
| 1966 | Ove Kindvall            | IFK Norrköping / Feyenoord              |
| 1967 | Ingvar Svahn            | Malmö FF                                |
| 1968 | Björn Nordqvist         | IFK Norrköping                          |
| 1969 | Tommy Svensson          | Öster                                   |
| 1970 | Jan Olsson              | VfB Stuttgart                           |
| 1971 | Ronnie Hellström        | Hammarby                                |
| 1972 | Ralf Edström            | Åtvidaberg                              |
| 1973 | Bo Larsson              | Malmö FF                                |
| 1974 | Ralf Edström            | PSV Eindhoven                           |
| 1975 | Kent Karlsson           | Åtvidaberg                              |
| 1976 | Anders Linderoth        | Öster                                   |
| 1977 | Roy Andersson           | Malmö FF                                |
| 1978 | Ronnie Hellström        | Kaiserslautern                          |
| 1979 | Jan Möller              | Malmö FF                                |
| 1980 | Rolf Zetterlund         | Brage                                   |
| 1981 | Thomas Ravelli          | Öster                                   |
| 1982 | Torbjörn Nilsson        | IFK Göteborg / Kaiserslautern           |
| 1983 | Glenn Hysén             | IFK Göteborg / PSV Eindhoven            |
| 1984 | Sven Dahlkvist          | AIK Solna                               |
| 1985 | Glenn Strömberg         | Atalanta                                |
| 1986 | Robert Prytz            | Young Boys                              |
| 1987 | Peter Larsson           | IFK Göteborg / Ajax Ámsterdam           |
| 1988 | Glenn Hysén             | Fiorentina                              |
| 1989 | Jonas Thern             | Malmö FF / Benfica                      |
| 1990 | Tomas Brolin            | IFK Norrköping / Parma                  |
| 1991 | Anders Limpar           | Arsenal                                 |
| 1992 | Jan Eriksson            | IFK Norrköping / Kaiserslautern         |
| 1993 | Martin Dahlin           | Borussia Mönchengladbach                |
| 1994 | Tomas Brolin            | Parma                                   |
| 1995 | Patrik Andersson        | Borussia Mönchengladbach                |
| 1996 | Roland Nilsson          | Helsingborg                             |
| 1997 | Pär Zetterberg          | Anderlecht                              |
| 1998 | Henrik Larsson          | Celtic                                  |
| 1999 | Stefan Schwarz          | Valencia / Sunderland                   |
| 2000 | Magnus Hedman           | Coventry City                           |
| 2001 | Patrik Andersson        | Bayern Múnich / Barcelona               |
| 2002 | Fredrik Ljungberg       | Arsenal                                 |
| 2003 | Olof Mellberg           | Aston Villa                             |
| 2004 | Henrik Larsson          | Celtic / Barcelona                      |
| 2005 | Zlatan Ibrahimović      | Juventus                                |
| 2006 | Fredrik Ljungberg       | Arsenal                                 |
| 2007 | Zlatan Ibrahimović      | Internazionale                          |
| 2008 | Zlatan Ibrahimović      | Internazionale                          |
| 2009 | Zlatan Ibrahimović      | Internazionale / Barcelona              |
| 2010 | Zlatan Ibrahimović      | Barcelona / Milan                       |
| 2011 | Zlatan Ibrahimović      | Milan                                   |
| 2012 | Zlatan Ibrahimović      | Milan / París Saint-Germain             |
| 2013 | Zlatan Ibrahimović      | París Saint-Germain                     |
| 2014 | Zlatan Ibrahimović      | París Saint-Germain                     |
| 2015 | Zlatan Ibrahimović      | París Saint-Germain                     |
| 2016 | Zlatan Ibrahimović      | París Saint-Germain / Manchester United |
| 2017 | Andreas Granqvist       | Krasnodar                               |
| 2018 | Victor Lindelöf         | Manchester United                       |
| 2019 | Victor Lindelöf         | Manchester United                       |
| 2020 | Zlatan Ibrahimović      | Milan                                   |
| 2021 | Emil Forsberg           | RB Leipzig                              |
| 2022 | Dejan Kulusevski        | Tottenham Hotspur F. C                  |
| 2023 | Dejan Kulusevski        | Tottenham Hotspur F. C                  |